# Salpornis spilonotus
Espèce
Statut de conservation UICN

 LC  : Préoccupation mineure
Salpornis spilonotus est une petite espèce de passereaux arboricoles de l'Inde.
Son aspect est proche de celui des autres grimpereaux, mais ses rectrices sont souples contrairement à celles rigides des espèces du genre Certhia.

## Répartition
Cette espèce est présente à l'ouest et au centre de l'Inde.

## Taxinomie
À la suite des travaux de Tietze et Martens (2010), quatre sous-espèces qui étaient jusque-là considérées faire partie de Salpornis spilonotus (connu alors par son nom normalisé CINFO Grimpereau tacheté) sont séparées par le Congrès ornithologique international (version 3.4) pour former une nouvelle espèce : Salpornis salvadori.

### Sous-espèces
D'après le Congrès ornithologique international, cette espèce est constituée des 2 sous-espèces suivantes (ordre phylogénique) :
- Salpornis spilonotus rajputanae Meinertzhagen & A. Meinertzhagen, 1926 ; présente dans l'ouest de l'Inde ;
- Salpornis spilonotus spilonotus (Franklin, 1831) du sud de l'Inde.